# 샌디에이고 동물원

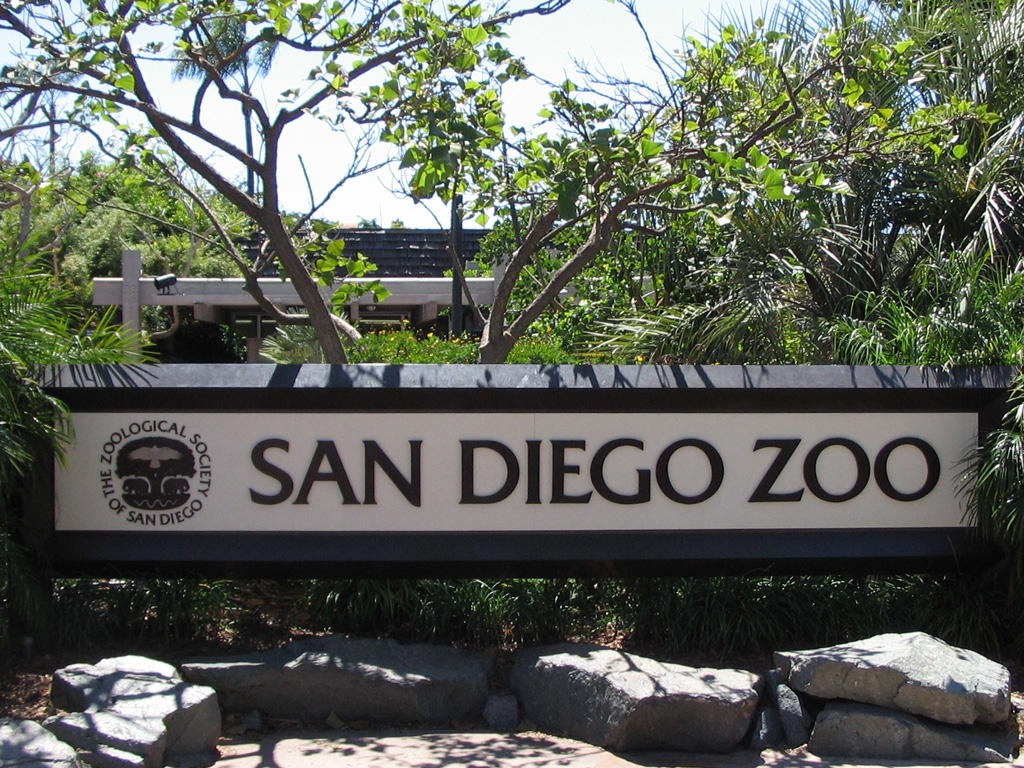
샌디에이고 동물원

센디에이고 동물원(San Diego Zoo)은 캘리포니아주 샌디에이고 발보아 공원 내에 위치한 동물원으로, 1916년에 설립되었다. 여담으로,유튜브 최초의 동영상이 이곳에서 촬영되었다.

## 같이 보기
- 판다 외교